# Kylie Bunbury
Pour les articles homonymes, voir Bunbury.
Kylie Bunbury est une actrice américano-canadienne née le 30 janvier 1989 à Hamilton, Ontario, au Canada.  
Elle se fait remarquer par les séries télévisées Twisted (2013) et Under the Dome (2015). Puis, elle tient la vedette de la série dramatique éphémère Pitch (2016). Elle connait le succès, au cinéma, avec la comédie noire Game Night (2018) et en jouant dans la mini-série socio-politique d'Ava DuVernay, saluée par les critiques, Dans leur regard (2019). 

## Biographie

### Enfance et formation
Kylie est née à Hamilton, en Ontario, elle est issue d'une famille métissée et sportive : Sa mère, Kristi est américaine d'origine polonaise et suédoise, et son père, Alex Bunbury, joueur de foot professionnel est canadien d'origine guyanienne. Il est très populaire au Canada et à même été intronisé, en 2006, au Temple de la renommée de Canada Soccer (en). Elle a deux petits frères, Teal (qui est également joueur de foot professionnel pour l'équipe des New England Revolution) et Logan. 
À ses 3 ans, la famille quitte le pays pour suivre les déplacements professionnels du père de famille. Kylie passe alors 2 ans à Londres, 7 ans sur l'île de Madère au Portugal. À leur retour sur le continent nord-américain, la famille s'installe dans le Minnesota, elle poursuit alors ses études à Prior Lake. 
Dès son jeune âge, elle est attirée par les métiers du spectacle, elle adore chanter, danser et jouer la comédie. Tout comme son père, c'est une fervente sportive, elle pratique le football, le basketball et l’athlétisme durant sa jeunesse.

## Carrière
Kylie commence sa carrière comme mannequin et obtient, entre autres, des contrats pour les marques Target, Macy's and Vanity et joue dans des publicités pour Plato's Closet. C'est son agence qui lui suggère de tenter sa chance dans le milieu du divertissement.   
En 2007, elle participe à la sixième édition du télé crochet American Idol (il s'agit de la version américaine de l'émission La Nouvelle Star). Elle est éliminée avant de pouvoir accéder aux primes. À ses 21 ans, elle quitte le Minnesota et s'installe à Los Angeles afin d'entamer sa carrière d'actrice.  
En 2010, elle décroche son premier rôle dans le deuxième plus ancien feuilleton télévisé américain toujours en production, Des jours et des vies. En 2011, elle fait ses débuts sur le grand écran et est à l'affiche de deux comédies américaines : elle rejoint le teen movie Prom, le film passe inaperçu au box-office et ne suscite pas l'intérêt des critiques. Et elle est à l’affiche de Baby-sitter malgré lui, aux côtés de l'acteur Jonah Hill, qui laisse également les critiques de marbre et ne rencontre pas le succès escompté.  
L'actrice se tourne alors vers le petit écran et décroche, en 2013, l'un des rôles principaux de la série télévisée américaine Twisted. Destinée, essentiellement, à un public d'adolescents, la série est finalement annulée à l'issue de la première saison, faute d'audience, par la chaîne ABC Family. 
Bien décidée à percer, malgré ses échecs consécutifs, elle enchaîne les castings et finit par rejoindre la distribution principale de la série Under the Dome pour la troisième et dernière saison du show, en 2015. Série fantastique diffusée sur le réseau CBS, cette participation lui permet, enfin, de se faire remarquer et elle enchaîne avec le tournage de la mini-série Toutânkhamon : Le Pharaon maudit, qui retrace le règne du jeune pharaon. Ce tournage lui permet de partager l'affiche avec l'acteur britannique Ben Kingsley et la série reçoit des critiques majoritairement positives. 
Forte de son enfance marquée par le sport, Kylie Bunbury est approchée par la FOX, en 2016, pour le premier rôle de Pitch, une série centrée sur un univers assez peu exploitée à la télévision, le baseball.  La série raconte l'histoire de la première femme championne de ce sport à jouer en Major League. La série et son actrice principale reçoivent des critiques positives de la part de la presse. Pour les besoins du tournage, Kylie fut entraînée par Gregg Olson, lanceur célèbre ayant joué dans les ligues majeures de 1988 à 2001, 4 jours par semaine .    
Finalement, en mai 2017, la FOX prend la décision de ne pas renouveler le programme en raisons des audiences jugées insatisfaisantes. Une annulation regrettée par Kylie Bunbury. Elle était également pressentie pour tenir le rôle principal de la série télévisée Star Trek: Discovery mais la production opte finalement pour l'actrice Sonequa Martin-Green, révélée par The Walking Dead.   
En 2018, elle retrouve le grand écran en secondant le tandem formé par Jason Bateman et Rachel McAdams pour la comédie noire Game Night, qui est un succès critique et public. Elle est également choisie par la chaîne ABC pour tenir le rôle principal d'une nouvelle série télévisée en développement, Get Christie Love, adaptation télévisuelle d'un thriller de 1974 et d'une mini série, précédemment diffusée sur ce même réseau. En dépit de la présence de Vin Diesel en tant que producteur exécutif, le réseau abandonne finalement le projet. Dans le même temps, elle est une guest star d'un épisode de la série policière New York, unité spéciale, dans lequel elle joue une détective.   
En 2019, elle se joint à la large distribution réunie par Ava DuVernay, notamment composée de Vera Farmiga, Felicity Huffman, Niecy Nash, Michael K. Williams et John Leguizamo, pour la mini-série dramatique, Dans leur regard, dont la diffusion est assurée par la plateforme Netflix. La série s'attaque à l'une des affaires judiciaires les plus compliquées des années 1980 aux U.S.A avec le viol présumé d'une joggeuse à Central Park et l'arrestation de plusieurs hommes noirs qui en découle. Ce programme est largement plébiscité par la critique,,,,.
Après une apparition en tant que guest-star dans The Twilight Zone : La Quatrième Dimension, elle rejoint la distribution régulière de Brave New World aux côtés de Demi Moore, Hannah John-Kamen et Joseph Morgan. Une série, adaptée du roman phare d'Aldous Huxley de 1932, cependant annulée au bout d'une seule saison[réf. souhaitée]. 
Elle fait ensuite confiance à David E. Kelley en acceptant un rôle dans une série policière Big Sky, une autre adaptation d'un roman, pour le réseau ABC. Elle y partage la vedette aux côtés Katheryn Winnick,.

### Vie privée
Elle a été en couple avec Ashton Moio, son coéquipier de Twisted. Le 8 avril 2018, son petit ami Jon-Ryan Riggins lui fait sa demande en mariage.

## Filmographie

### Cinéma

#### Longs métrages
- 2011 : Prom de Joe Nussbaum (en) : Jordan Lundley
- 2011 : Baby-sitter malgré lui (The Sitter) de David Gordon Green : Roxanne
- 2018 : Game Night de John Francis Daley et Jonathan Goldstein : Michelle
- 2020 : Eat Wheaties! de Scott Abramovitch : Allison
- 2021 : Warning d'Agata Alexander : Anna

#### Court métrage
- 2014 : No Kig-ing ! de Monette Moio : Lauren

### Télévision

#### Séries télévisées
- 2010 : Des jours et des vies (Days of our Lives) : Kathleen
- 2013 : Twisted : Lacey Porter
- 2015 : Under the Dome : Eva Sinclair / Dawn Barbara
- 2015 : Toutânkhamon : Le Pharaon maudit (Tut) : Suha
- 2016 : Pitch : Ginny Baker
- 2018 : New York, unité spéciale (Law and Order : Special Victims Unit) : Détective Devin Holiday (saison 19, épisode 14)
- 2018 : Robot Chicken : Helga Pataki / La mère d'Oscar (voix)
- 2019 : Dans leur regard (When They See Us) : Angie Richardson
- 2020 : The Twilight Zone : La Quatrième Dimension (The Twilight Zone) : Claudia King
- 2020 : Brave New World : Frannie
- 2020 - 2022 : Big Sky : Détective Cassie Dewell

## Distinctions
Sauf indication contraire ou complémentaire, les informations mentionnées dans cette section proviennent de la base de données IMDb.

### Récompenses
- 2019 : AAFCA Awards : Meilleure distribution pour Dans leur regard, prix partagé avec l'ensemble de la distribution

### Nominations
- Black Reel Awards for Television 2019 : meilleure actrice dans un second rôle dans une mini-série ou un téléfilm pour Dans leur regard
- Online Film & Television Association 2019 : Meilleure distribution pour Dans leur regard, nomination partagée avec l'ensemble de la distribution